# 蘭氏美鱥
蘭氏美鱥（學名：Nocomis raneyi）為輻鰭魚綱鯉形目雅羅魚科的其中一種，分布於北美洲美國維吉尼亞州至北卡羅萊納州，本魚體呈圓柱狀，尖鼻子、小而近末端的嘴，體側金色或棕色，魚鰭淺色或淡黃色，在繁殖期時雄魚腹部呈玫瑰色，體長可達32公分，棲息在多岩石的小溪及水池。